# Casseneuil
Casseneuil est une commune du Sud-Ouest de la France, située dans le département de Lot-et-Garonne (région Nouvelle-Aquitaine).

## Géographie

### Localisation
Commune de l'aire d'attraction de Villeneuve-sur-Lot située sur une presqu'île naturelle au confluent du Lot, de la Lède et de la Sône.

### Communes limitrophes
Les communes limitrophes sont  Bias, Lédat, Pailloles, Pinel-Hauterive, Saint-Pastour et Sainte-Livrade-sur-Lot.
|                 | Saint-Pastour          | Pailloles |
| Pinel-Hauterive | Casseneuil             | Lédat     |
|                 | Sainte-Livrade-sur-Lot | Bias      |

### Climat
Pour des articles plus généraux, voir Climat de la Nouvelle-Aquitaine et Climat de Lot-et-Garonne.
Historiquement, la commune est exposée à un climat océanique aquitain.  
En 2020, Météo-France publie une typologie des climats de la France métropolitaine dans laquelle la commune est exposée à un climat océanique altéré et est dans la région climatique Aquitaine, Gascogne, caractérisée par une pluviométrie abondante au printemps, modérée en automne, un faible ensoleillement au printemps, un été chaud (19,5 °C), des vents faibles, des brouillards fréquents en automne et en hiver et des orages fréquents en été (15 à 20 jours).
Pour la période 1971-2000, la température annuelle moyenne est de 13 °C, avec une amplitude thermique annuelle de 15,6 °C. Le cumul annuel moyen de précipitations est de 817 mm, avec 10,8 jours de précipitations en janvier et 6,8 jours en juillet. Pour la période 1991-2020, la température moyenne annuelle observée sur la station météorologique la plus proche, située sur la commune de Cancon à 10 km à vol d'oiseau, est de 13,4 °C et le cumul annuel moyen de précipitations est de 852,4 mm,. Pour l'avenir, les paramètres climatiques de la commune estimés pour 2050 selon différents scénarios d'émission de gaz à effet de serre sont consultables sur un site dédié publié par Météo-France en novembre 2022.

## Urbanisme

### Typologie
Au 1er janvier 2024, Casseneuil est catégorisée bourg rural, selon la nouvelle grille communale de densité à sept niveaux définie par l'Insee en 2022.
Elle appartient à l'unité urbaine de Villeneuve-sur-Lot, une agglomération intra-départementale regroupant treize  communes, dont elle est une commune de la banlieue,,. Par ailleurs la commune fait partie de l'aire d'attraction de Villeneuve-sur-Lot, dont elle est une commune de la couronne,. Cette aire, qui regroupe 34 communes, est catégorisée dans les aires de 50 000 à moins de 200 000 habitants,.

### Occupation des sols

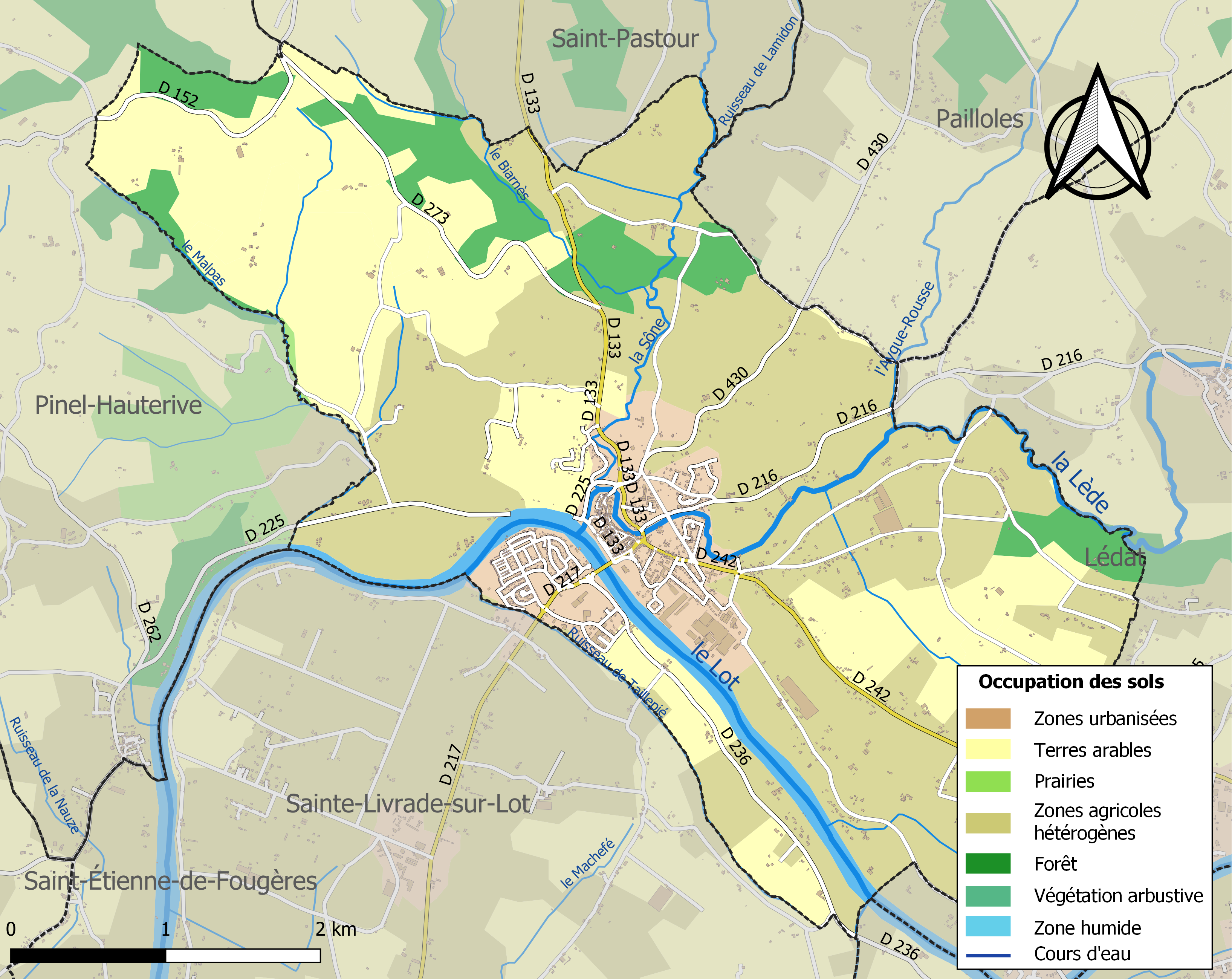
Carte des infrastructures et de l'occupation des sols de la commune en 2018 (CLC).

L'occupation des sols de la commune, telle qu'elle ressort de la base de données européenne d’occupation biophysique des sols Corine Land Cover (CLC), est marquée par l'importance des territoires agricoles (79,8 % en 2018), en diminution par rapport à 1990 (85,3 %). La répartition détaillée en 2018 est la suivante : 
zones agricoles hétérogènes (49,2 %), terres arables (20,2 %), cultures permanentes (10,3 %), forêts (8,4 %), zones urbanisées (6,9 %), eaux continentales (3,1 %), zones industrielles ou commerciales et réseaux de communication (1,8 %), prairies (0,1 %). L'évolution de l’occupation des sols de la commune et de ses infrastructures peut être observée sur les différentes représentations cartographiques du territoire : la carte de Cassini (XVIIIe siècle), la carte d'état-major (1820-1866) et les cartes ou photos aériennes de l'IGN pour la période actuelle (1950 à aujourd'hui).

### Risques majeurs
Le territoire de la commune de Casseneuil est vulnérable à différents aléas naturels : météorologiques (tempête, orage, neige, grand froid, canicule ou sécheresse), inondations, mouvements de terrains et séisme (sismicité très faible). Il est également exposé à un risque technologique, la rupture d'un barrage. Un site publié par le BRGM permet d'évaluer simplement et rapidement les risques d'un bien localisé soit par son adresse soit par le numéro de sa parcelle.

#### Risques naturels
Certaines parties du territoire communal sont susceptibles d’être affectées par le risque d’inondation par débordement de cours d'eau, notamment le Lot et la Lède. La commune a été reconnue en état de catastrophe naturelle au titre des dommages causés par les inondations et coulées de boue survenues en 1982, 1993, 1999, 2006, 2008, 2009, 2013 et 2021,.
Les mouvements de terrains susceptibles de se produire sur la commune sont des affaissements et effondrements liés aux cavités souterraines (hors mines), des glissements de terrain et des tassements différentiels. Afin de mieux appréhender le risque d’affaissement de terrain, un inventaire national permet de localiser les éventuelles cavités souterraines sur la commune.

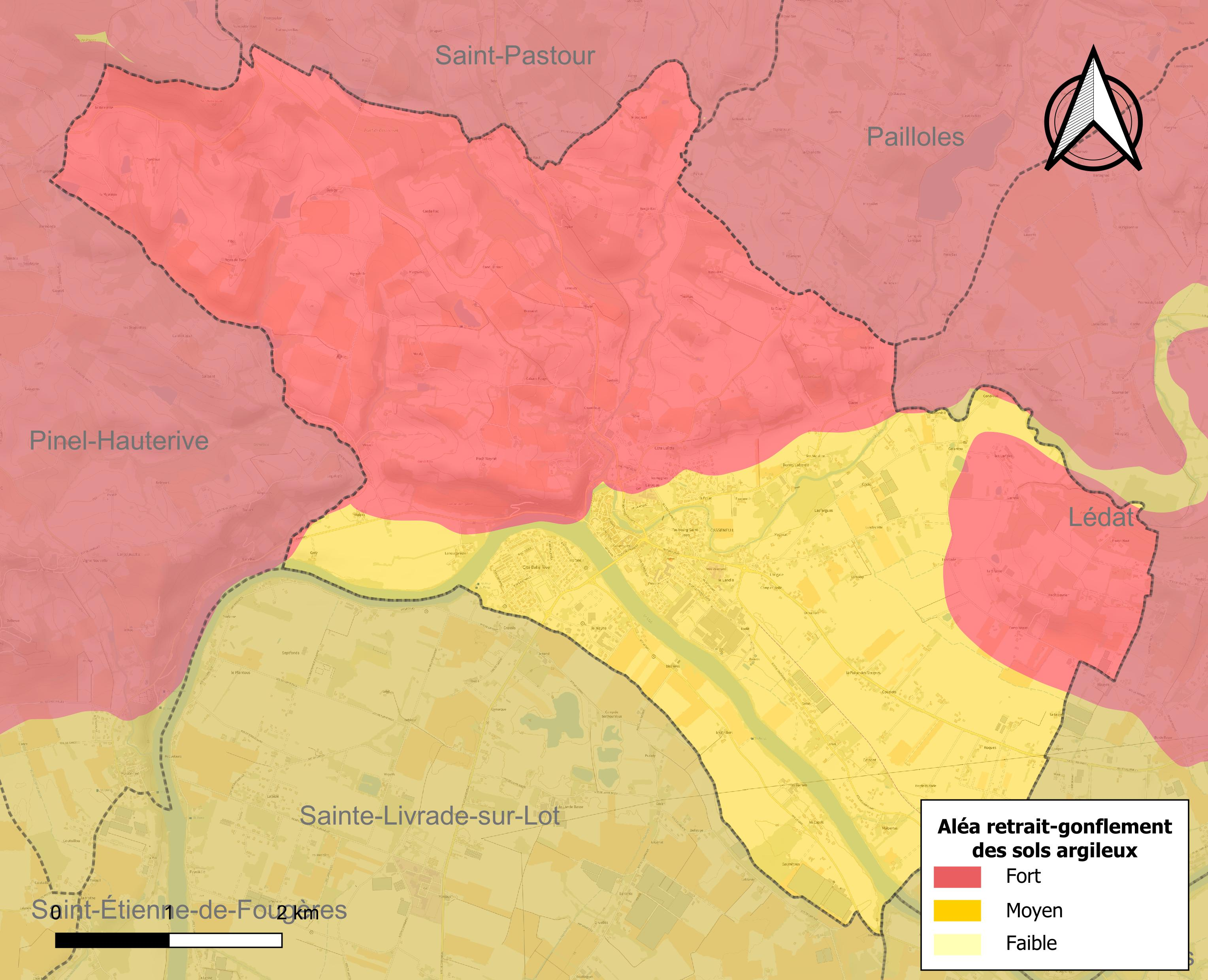
Carte des zones d'aléa retrait-gonflement des sols argileux de Casseneuil.

Le retrait-gonflement des sols argileux est susceptible d'engendrer des dommages importants aux bâtiments en cas d’alternance de périodes de sécheresse et de pluie. La totalité de la commune est en aléa moyen ou fort (91,8 % au niveau départemental et 48,5 % au niveau national). Depuis le 1er octobre 2020, en application de la loi ELAN, différentes contraintes s'imposent aux vendeurs, maîtres d'ouvrages ou constructeurs de biens situés dans une zone classée en aléa moyen ou fort,.
Concernant les mouvements de terrains, la commune a été reconnue en état de catastrophe naturelle au titre des dommages causés par la sécheresse en 1989, 2003, 2005, 2009, 2011 et 2017 et par des mouvements de terrain en 1999.

#### Risque technologique
La commune est en outre située en aval des barrages de Grandval dans le Cantal et de Sarrans en Aveyron, des ouvrages de classe A. À ce titre elle est susceptible d’être touchée par l’onde de submersion consécutive à la rupture de cet ouvrage.

## Toponymie
Selon les historiens locaux, Casseneuil était le célèbre Cassinogilum où est né Louis le Pieux. Ainsi, de ce point de vue, le nom romain de Casseneuil, Cassinogilum signifie Clairière dans la forêt de chênes. Ce nom est issu du gaulois cassanos signifiant chêne,.

## Histoire
Les premiers habitants du plateau s'y fixèrent dès l'époque néolithique (entre 5000 et 2500 A.D). 
Un premier village gaulois abandonna la colline pour s'installer sur la presqu'île. Le village, appartenant à la « fédération » des Nitiobroges, fut nommé « Clairière dans la forêt de chênes », latinisé en Cassinogilium.
Vivant autrefois de la batellerie, il a orienté son activité vers la fabrication de conserves alimentaires et la culture de la prune d'ente ce qui lui valut d'ailleurs le nom de « Patrie du pruneau ».

### Moyen Âge
Hildegarde de Vintzgau, femme de Charlemagne, séjourna dans le château royal en 778 à l'époque où elle était enceinte de Louis-le Pieux et de son jumeau Lothaire.
La ville a été la cible d'attaques normandes en 848 lors d'un raid contre la riche abbaye d'Eysses.
Durant la croisade contre les Albigeois, Casseneuil comprenait de nombreux cathares, a subi plusieurs sièges, et un premier bûcher y fut édifié en 1209.
En 1209, le premier siège (oc) fut levé à la suite d'un différend entre les chefs croisés. Le chef de la campagne militaire, le comte Guy II d'Auvergne ayant eu des droits et de l'argent de la part de la ville se refusa de l'assiéger, et l'archevêque de Bordeaux quant à lui voulait prendre la forteresse cathare,. Un accord fut passé avec la cité, cette dernière se verrait libérée si les cathares abjuraient leur foi, un grand nombre refusa ce qui déboucha à l'édification de bûchers.
S'étant à nouveau rangée du côté des Albigeois, la cité fut la cible d'un deuxième siège (oc) mené par Simon de Montfort en 1214. Malgré une résistance tenace des défenseurs sous la direction d'Hugues de Rovignan, frère de l'évêque d'Agen, la cité tomba après 8 semaines et fut pillée, massacrée et enfin démantelée par le traité de Meaux-Paris.
La tradition dit que Charlemagne aurait eu une résidence à Casseneuil où il laissa son épouse en partant en campagne au-delà des Pyrénées. Elle y aurait donné naissance à deux enfants, l'un mourut en bas âge, le second devint le premier roi d'Aquitaine Louis le Pieux. il n'y a pas de preuve matérielle à cela  à Casseneuil, contrairement à Casseuil en Gironde, avec les traces d'une grande salle de 120 m de long mises à jour en 2014.

## Héraldique
| Blason de Casseneuil | Blason  | De gueules à un plant de chêne arraché feuillé de trois pièces d'argent. |
| Blason de Casseneuil | Détails | Officiel, présent sur le site internet de la commune.                    |

## Politique et administration

### Liste des maires
| Période   | Période   | Identité            | Étiquette      | Qualité                                            |
| --------- | --------- | ------------------- | -------------- | -------------------------------------------------- |
| mars 1971 | juin 1995 | Pierre Mandis       | Sans étiquette | Professeur                                         |
| juin 1995 | mars 2001 | Yves Duclos         | UMP            |                                                    |
| mars 2001 | juin 2020 | Daniel Desplat      | PS             | Agriculteur                                        |
| juin 2020 | En cours  | Marie-Laure Grenier | Sans étiquette | Professeur, conseillère départementale depuis 2021 |

## Démographie
L'évolution du nombre d'habitants est connue à travers les recensements de la population effectués dans la commune depuis 1793. Pour les communes de moins de 10 000 habitants, une enquête de recensement portant sur toute la population est réalisée tous les cinq ans, les populations de référence des années intermédiaires étant quant à elles estimées par interpolation ou extrapolation. Pour la commune, le premier recensement exhaustif entrant dans le cadre du nouveau dispositif a été réalisé en 2006.

En 2022, la commune comptait 2 340 habitants, en évolution de −1,35 % par rapport à 2016 (Lot-et-Garonne : −0,18 %, France hors Mayotte : +2,11 %).
| 1793  | 1800  | 1806  | 1821  | 1831  | 1836  | 1841  | 1846  | 1851  |
| ----- | ----- | ----- | ----- | ----- | ----- | ----- | ----- | ----- |
| 3 006 | 1 798 | 1 992 | 1 973 | 1 964 | 1 991 | 1 921 | 1 884 | 2 065 |

| 1856  | 1861  | 1866  | 1872  | 1876  | 1881  | 1886  | 1891  | 1896  |
| ----- | ----- | ----- | ----- | ----- | ----- | ----- | ----- | ----- |
| 1 928 | 1 923 | 1 976 | 1 688 | 1 870 | 1 772 | 1 754 | 1 750 | 1 648 |

| 1901  | 1906  | 1911  | 1921  | 1926  | 1931  | 1936  | 1946  | 1954  |
| ----- | ----- | ----- | ----- | ----- | ----- | ----- | ----- | ----- |
| 1 513 | 1 422 | 1 328 | 1 153 | 1 259 | 1 347 | 1 478 | 1 607 | 1 708 |

| 1962  | 1968  | 1975  | 1982  | 1990  | 1999  | 2006  | 2011  | 2016  |
| ----- | ----- | ----- | ----- | ----- | ----- | ----- | ----- | ----- |
| 2 099 | 2 459 | 2 642 | 2 684 | 2 465 | 2 296 | 2 377 | 2 315 | 2 372 |

| 2021  | 2022  | - | - | - | - | - | - | - |
| ----- | ----- | - | - | - | - | - | - | - |
| 2 371 | 2 340 | - | - | - | - | - | - | - |

## Économie
- Siège Social de l'entreprise Maitre Prunille[32] ;
- Agriculture (pruneaux).

## Vie locale

### Santé
Maison de retraite, deux médecins généralistes, dentiste, podologue, kinésithérapie.

### Enseignement
Crèche "La Piste aux Étoiles", deux écoles maternelles et primaires, deux collèges Gaston Carrère et Saint-Pierre.

### Culture
- Médiathèque.

### Sport et loisirs
- Centre de loisirs, village de vacances...

## Lieux et monuments
- Église Saint-Pierre-et-Saint-Paul[33] du XIIIe siècle qui a été transformée au cours des siècles et réaménagée au XIXe siècle. Elle offre un portail de style gothique surmonté d'une rose. Dans la nef, les chapiteaux sont ornés de frises où apparaissent de curieux animaux ; des fresques sont visibles à la voûte du chœur et à celle des bas-côtés. L'édifice a été classé au titre des monuments historiques en 1910[34].
- Maisons à pans de bois et de torchis.
- Remparts sur les bords de la Lède.

## Personnalités liées à la commune
- Marie-Joseph Cassant, prêtre trappiste né à Casseneuil, béatifié en 2004 par le pape Jean-Paul II.
- Jean Bergonié, médecin né à Casseneuil.
- Gaston Carrère, ingénieur agricole et homme politique, né le 27 juillet 1877 à Casseneuil (Lot-et-Garonne) et décédé le 31 juillet 1936 à Casseneuil
- Paluel-Marmont, journaliste et écrivain, auteur pour la jeunesse, né le 16 novembre 1895 à Casseneuil
- Christian Maccali, joueur de Rugby à XIII, né le 21 août 1958  à Casseneuil